# مصفوفة هيسية
المصفوفة الهيسية (بالإنجليزية: Hessian Matrix)، في التحليل الرياضي، هي مصفوفة الاشتقاق الجزئي من الدرجة الثانية لدالة عددية {\displaystyle f} متعددة المتغيرات، ويرمز لها ب {\displaystyle H(f)}. تضم المصفوفة الهيسية جميع المشتقات الجزئية من الدرجة الثانية الممكنة للدالة {\displaystyle f}.
مثلا في حالة دالة بمتغيرين {\displaystyle f(x,y)}:
{\displaystyle H(f)={\begin{bmatrix}{\frac {\partial ^{2}f}{\partial x^{2}}}&{\frac {\partial ^{2}f}{\partial x\partial y}}\\{\frac {\partial ^{2}f}{\partial x\partial y}}&{\frac {\partial ^{2}f}{\partial y^{2}}}\end{bmatrix}}}
المصفوفة الهيسية هي بالضرورة مربعة ، إذا كانت للدالة {\displaystyle f} خصائص معينة، ويعبر عنها أيضا بهيسية ({\displaystyle f}).
ترجع تسمية هيسية إلى الرياضي الإنجليزي جيمس جوزيف سيلفستر الذي أطلق هذا الاسم تكريما للرياضي الألماني لودفيغ أوتو هيسه.

## تعريف
باعتبار دالة عددية {\displaystyle f} معرفة في {\displaystyle \mathbb {R} ^{n}} :
{\displaystyle f:\mathbb {R^{n}} \longrightarrow \mathbb {R} ;(x_{1},...,x_{n})\longmapsto f(x_{1},...,x_{n})}
وبافتراض قابلية الاشتقاق الجزئي من الدرجة الثانية لكل متغيراتها، المصفوفة الهيسية ل {\displaystyle f} هي المعرفة عناصرها {\displaystyle (i,j)} :
{\displaystyle H_{ij}(f)={\frac {\partial ^{2}f}{\partial x_{i}\partial x_{j}}}} وتكتب بالتفصيل كما يلي:{\displaystyle H(f)={\begin{bmatrix}{\frac {\partial ^{2}f}{\partial x_{1}^{2}}}&{\frac {\partial ^{2}f}{\partial x_{1}\partial x_{2}}}&\cdots &{\frac {\partial ^{2}f}{\partial x_{1}\partial x_{n}}}\\{\frac {\partial ^{2}f}{\partial x_{2}\partial x_{1}}}&{\frac {\partial ^{2}f}{\partial x_{2}^{2}}}&\cdots &{\frac {\partial ^{2}f}{\partial x_{2}\partial x_{n}}}\\\vdots &\vdots &\ddots &\vdots \\{\frac {\partial ^{2}f}{\partial x_{n}\partial x_{1}}}&{\frac {\partial ^{2}f}{\partial x_{n}\partial x_{2}}}&\cdots &{\frac {\partial ^{2}f}{\partial x_{n}^{2}}}\end{bmatrix}}}
يسمى محدد المصفوفة الهيسية بالمحدد الهيسي ويشار إليه ب {\displaystyle det(H(f))}، أما أثرها فيشار إليه ب{\displaystyle tr(H(f))}.
بصفة عامة، من المنظور التوبولوجي، وحسب مبرهنة شفارز، إذا كانت {\displaystyle f} دالة مستقرها في {\displaystyle \mathbb {R} }، درجة قابليتها للاشتقاق {\displaystyle {\mathcal {C}}^{2}} (أي أن المشتقات من الدرجة الثانية قابلة للحساب ومتصلة)، ومعرفة في مجموعة مفتوحة {\displaystyle {\mathcal {U}}} ضمن فضاء {\displaystyle E}، فمصفوفتها الهيسية بالضرورة قابلة للتعريف وهي بالضرورة متماثلة.
هذه الخاصية الأخيرة مستتجة من مبرهنة شفارز والتي تقضي بأنه إذا كانت المشتقات الجزئية من الدرجة الثانية متصلة فالمشتقات المتقابلة متساوية. مثلا في حالة دالة {\displaystyle f(x,y)}:
{\displaystyle {\frac {\partial ^{2}f}{\partial x\partial y}}={\frac {\partial ^{2}f}{\partial y\partial x}}}

## أمثلة
باعتبار الدالة بمتغيرين : {\displaystyle f(x,y)=xy-ln(x^{2}+y^{2})}،
{\displaystyle f'(x)={\frac {\partial f}{\partial x}}=y-{\frac {2x}{x^{2}+y^{2}}}} و {\displaystyle f'(y)={\frac {\partial f}{\partial y}}=x-{\frac {2y}{x^{2}+y^{2}}}}
الاشتقاقات الجزئية من الدرجة الثانية تساوي:
{\displaystyle f''(x)={\frac {\partial ^{2}f}{\partial x^{2}}}={\frac {2x^{2}-2y^{2}}{(x^{2}+y^{2})^{2}}}} و {\displaystyle f''(y)={\frac {\partial ^{2}f}{\partial y^{2}}}={\frac {-2x^{2}+2y^{2}}{(x^{2}+y^{2})^{2}}}} و {\displaystyle {\frac {\partial ^{2}f}{\partial x\partial y}}={\frac {\partial ^{2}f}{\partial y\partial x}}=1+{\frac {4xy}{(x^{2}+y^{2})^{2}}}}.
قيمة المصفوة الهيسية للدالة {\displaystyle f} في النقطة {\displaystyle (1,2)} مثلا تساوي: {\displaystyle H(f(1,2))={\begin{pmatrix}-6/25&33/25\\33/25&6/25\end{pmatrix}}} وهي متماثلة لتحقق شروط مبرهنة شفارز في النقطة {\displaystyle (1,2)}.
في حالة الدالة {\displaystyle f(x,y)={\frac {xy(x^{2}-y^{2})}{x^{2}+y^{2}}}}، شرط الاتصال غير متحقق في النقطة {\displaystyle (0,0)} وبالتالي فهيسيتها في هذه النقطة لن تكون متماثلة رغم إمكانية حساب المشتقات من الدرجة الثانية في هذه النقطة : {\displaystyle {\frac {\partial ^{2}f}{\partial x\partial y}}(0,0)=1} و {\displaystyle {\frac {\partial ^{2}f}{\partial y\partial x}}(0,0)=-1}. هذا المثال المضاد اقترحه الرياضي الإيطالي جوزيبه بيانو سنة 1884.

## استخدامات المصفوفة الهيسية
المصفوفة الهيسية مفيدة في تسهيل حل المسائل الرياضية المتعلقة بدراسة الدوال المحدبة و خصوصا في تقنيات الاستمثال المطبقة في مجال النمذجة الإحصائية (مثلا لإيجاد القيم المقدرة لمعاملات النماذج حسب طريقة تقدير الاحتمال الأرجح).

### تحديد ماهية النقط الحرجة لدالةf{\displaystyle f}
عمليا، باعتبار دالة {\displaystyle f} درجة قابليتها للاشتقاق {\displaystyle {\mathcal {C}}^{2}} معرفة في مجموعة مفتوحة {\displaystyle {\mathcal {U}}}، تمكن المصفوفة الهيسية من تحديد طبيعة القيم الحرجة للدالة {\displaystyle f}.
للتذكير، تعتبر النقطة {\displaystyle (a,b)} حرجة (أو قصوية) إذا انعدم فيها تدرج الدالة {\displaystyle f} : {\displaystyle \nabla \ f=0} (مثلا في حالة متغيرين : {\displaystyle \nabla \ f=({\frac {\partial f}{\partial x}},{\frac {\partial f}{\partial y}})=(0,0)})، وهو ما يمثل شرطا ضروريا لكي تكون {\displaystyle (a,b)} قصوية.
تطرح بعد ذلك مسألة تحديد ماهية هذه النقطة، وشكل الدالة في جوار النقطة (أو النقط) القصوية، لأن شرط انعدام المشتقة من الدرجة الأولى لا يكون كافيا للحسم، وهنا يجب التمييز بين أربعة أصناف من النقط الحرجة:
- نقطة قيمة عليا موضعية.
- نقطة قيمة دنيا موضعية.
- نقطة سرج.
- نقطة سرج قرد.

الحالة الأخيرة مثال لما يعرف بالنقط الحرجة الشاذة (بالفرنسية: Points dégénérés أو بالإنجليزية Degenerate Points).
- أمثلة لأصناف النقط الحرجة
- النقطة الحمراء تمثل نقطة سرج للدالة {\displaystyle f(x,y)=x^{2}+y^{2}}
- نقطة قصوية لدالة من صنف "سرج القرد" Monkey Saddle
- أعلى: نقطة قيمة دنيا - أسفل: نقطة سرج
- مثال بثلاث نقط حرجة: نقطة سرج قرد ونقطتي قيمة قصوى موضعية

قرار تحديد ماهية النقطة القصوية يكون وفق إشارة محدد المصفوفة الهيسية و أثرها واللذان تستنبط منهما إشارات القيم الذاتية لنفس المصفوفة في النقطة المدروسة. للتذكير فمحدد المصفوفة يساوي جداء القيم الذاتية بينما يساوي أثرها مجموع قيمها الذاتية.
| ماهية النقطة القصوية | الشرط الضروري* | الشرط الكافي |
| --- | --- | --- |
| نقطة قيمة عليا موضعية | المصفوفة الهيسية سالبة** حالة دالة معرفة في {\displaystyle \mathbb {R} ^{2}}: {\displaystyle det(H(f))<0}                    | المصفوفة الهيسية معرفة سالبة {\displaystyle \Leftrightarrow } كل القيم الذاتية ل {\displaystyle H(f)} سالبة قطعا حالة دالة معرفة في {\displaystyle \mathbb {R} ^{2}}: {\displaystyle tr(H(f))<0} |
| نقطة قيمة دنيا موضعية | المصفوفة الهيسية موجبة** حالة دالة معرفة في {\displaystyle \mathbb {R} ^{2}}: {\displaystyle det(H(f))>0}                    | المصفوفة الهيسية معرفة موجبة {\displaystyle \Leftrightarrow } كل القيم الذاتية ل {\displaystyle H(f)} موجبة قطعا حالة دالة معرفة في {\displaystyle \mathbb {R} ^{2}}: {\displaystyle tr(H(f))>0} |
| نقطة سرج | على الأقل قيمتان ذاتيتان بإشارتين محتلفتين. حالة دالة معرفة في {\displaystyle \mathbb {R} ^{2}}: {\displaystyle det(H(f))<0} | {\displaystyle H(f)} تقبل قيم ذاتية بإشارات مختلفة (سالبة وموجبة) |
| نقطة سرج قرد | {\displaystyle det(H(f))=0}                                                                                                  | عدم توفر أي شرط كاف من الشروط أعلاه |
| * : إضافة إلى الشرط الضروري {\displaystyle \nabla \ f=({\frac {\partial f}{\partial x}},{\frac {\partial f}{\partial y}})=(0,0)} **: المصفوفة الموجبة (عد الخلط مع المصفوفة المعرفة موجبة) تكون قيمها الذاتية موجبة (أو منعدمة). | | |

## وصلات خارجية
- مسائل وأمثلة لتحديد النقط الحرجة وماهيتها باستخدام المصفوفة الهيسية : مصدر 1 - مصدر 2.